# Little Mountain, Queensland
Little Mountain är en förort till Caloundra i Australien. Den ligger i kommunen Sunshine Coast och delstaten Queensland, omkring 76 kilometer norr om delstatshuvudstaden Brisbane och cirka sex kilometer väst om centrala Caloundra. Antalet invånare är 9 045.